# 横井金谷
横井 金谷（よこい きんこく、宝暦11年〈1761年〉 - 天保3年1月10日〈1832年2月1日〉）は江戸時代後期の浄土宗の僧侶、絵仏師、文人画家。近江国の生まれ。僧名は泰誉妙憧、別号に蝙蝠道人など。

## 生涯
金谷は宝暦11年（1761年）近江栗太郡下笠村（現滋賀県草津市）に、父横井小兵衛時平と母山本氏との間に生まれ、幼名を早松と称した。明和6年（1769年）、母の弟円応上人が住職を務める大阪天満北野村の宗金寺に修行に入る。明和8年（1771年）には近隣の商人伏見屋九兵衛の娘と結婚を約し、また江戸への出奔を試みる。
安永3年（1774年）、芝増上寺学寮に入るため江戸に向かい、翌年には早くも五重相伝・血脈相承を修めたが、安永7年（1778年）品川・深川への悪所通いが露見し増上寺を追われ、高野聖に化けるなどして下笠に帰国した。安永8年（1779年）伏見光月庵主寂門上人や京小松谷龍上人に教授を受けに下笠より通い、また因幡薬師で龍山法印に唯識論を、六条長講堂に法相の碩徳大同坊の講義を聴聞するなど勉学に励んだ。そのかいがあって天明元年（1781年）京北野の金谷山極楽寺の住職となり、山号をもって雅号とした。この頃のことについて、金谷自らが書いた『金谷上人御一代記』において、岡崎の俊鳳上人に随って円頓菩薩の大成を相伝し無極の道心者と言われる一方で、博打・浄瑠璃・尺八などの芸事に夢中であったと記載されている。
天明8年（1788年）、正月30日の天明の大火で極楽寺が消失し、負傷した金谷は翌月城之崎へ湯治に出た。翌年3月、長崎を目指し旅立ち、姫路の真光寺や赤穂の大蓮寺などで「円光大師（法然上人）絵詞」を描き、寛政3年（1791年）長崎からの帰途にも諸寺に立ち寄り絵詞を納め、翌年赤穂において浪士原惣右衛門の孫・原惣左衛門の娘ひさと婚姻した。ひさを連れ江戸へ旅立つが、名古屋において長子福太郎が誕生し、名古屋で3千石取りの藩士遠山靭負の援助を受け留まる。享和2年（1802年）法然六百年御忌報恩のため全国48寺に「円光大師絵詞」を納める。文化元年（1804年）7月、京醍醐寺三宝院門主高演大僧正の大峰入り（大峰山に登っての修行）に斧役として従い、8月その功により「法印大先達」の称号と「紫衣」を賜り、名古屋に帰宅した。
文化2年（1805年）東海道遊行の旅に出、諸寺に絵を納め、文政7年（1824年）故郷近江に戻り大津坂本に草庵「常楽庵」を結び、天保3年1月10日（1832年2月1日）大津坂本にて死去した。

## 画業
横井金谷は紀楳亭（1734年 - 1832年）と共に、画風が似ていることから近江蕪村と言われる。金谷は一般には蕪村に師事したと表されることが多いが、その事実の確認はできていない。『金谷上人御一代記』においても蕪村に関する事項は一行もない。但し、名古屋において一時期近江出身の南画家張月樵に教えを受けており、張月樵の師松村月渓の最初の師は蕪村であったことから、まったく蕪村と関係がないわけではない。事実、蕪村風の絵は金谷が48歳以降から晩年のものである。

## 主な作品

### 作品
| 作品名                 | 技法         | 形状・員数    | 所有者                                             | 年代                                | 備考                                                                               |
| ---------------------- | ------------ | ------------- | -------------------------------------------------- | ----------------------------------- | ---------------------------------------------------------------------------------- |
| 法然上人・善導大師像聯 | 板絵著色     | 2点2組の計4面 | 草津・宗栄寺                                       | 1794年（寛政6年） 1795年（寛政7年） |                                                                                    |
| 円光大師絵詞           |              | 4幅対         | 草津・宗栄寺                                       | 1799年（寛政11年）                  |                                                                                    |
| 吉野熊野真景図         | 紙本淡彩     | 6曲1双        | 滋賀県立近代美術館                                 | 1806年（文化3年）                   |                                                                                    |
| 山水図                 | 紙本著色     | 6曲1双押絵貼  | 滋賀県立近代美術館                                 |                                     |                                                                                    |
| 山水図                 | 紙本墨画     | 6曲1隻        | ウースター美術館                                   | 1810年以降                          |                                                                                    |
| 棋書仙人図・山水図     | 紙本墨画淡彩 | 襖8枚表裏16面 | 甲賀市・矢川神社                                   | 晩年に近い作か                      | 滋賀県指定有形文化財。同社の旧客殿で、元は神宮寺であった矢川寺清浄院の障壁画。     |
| 鍾馗大臣               | 紙本墨画淡彩 | 1幅           | 京都府立総合資料館蔵（京都府京都文化博物館管理）   |                                     |                                                                                    |
| 俳諧五六仙図           | 紙本墨画     | 1幅           | 大津市歴史博物館                                   |                                     |                                                                                    |
| 蘭亭曲水図             | 絹本彩色     | 1幅           | 大英博物館                                         | 1815年（文化12年）                  |                                                                                    |
| 大峰山図               | 紙本墨画淡彩 | 6曲1隻        | 観龍寺                                             |                                     |                                                                                    |
| 風牀上人               | 紙本著色     | 1幅           | 観龍寺                                             |                                     |                                                                                    |
| 琵琶湖真景図屏風       | 紙本墨画淡彩 | 6曲1双        | アメリカ・ファインバーグコレクション               | 1832年 （天保3年） 正月             |                                                                                    |
| 山水図押絵貼屏風       | 紙本著色     | 6曲1双        | 大仙院                                             | 1832年（天保3年）                   |                                                                                    |
| 金谷上人御一代記       |              |               | （写本）国立国会図書館、佛教大学図書館、草津市など |                                     | 原本は未発見。国立国会図書館本は袋綴装、佛教大学図書館本・草津市本は巻子装である。 |

## 登場する作品
- 神坂次郎『天馬空をゆく　金谷上人行状記』光風社出版, 1988　のち新潮文庫、小学館文庫